# George Robert Milne Murray
George Robert Milne Murray (  Arbroath,  Escócia, 1 de novembro de 1858 – 16 de dezembro de 1911 ) foi um botânico britânico.

## Publicações
- Hand-book of Cryptogamic Botany ( com Alfred William Bennett (1833-1902), 1889),
- Introduction to the Study of Seaweeds (1895),
- The Antarctic Manual (1901)  e diretor de publicação , de 1892 à 1895 de Phycological Memoirs.